# Gudo Visconti
Gudo Visconti ist eine Gemeinde mit 1634 Einwohnern (Stand 31. Dezember 2023) in der Metropolitanstadt Mailand, Region Lombardei.
Die Nachbargemeinden von Gudo Visconti sind Gaggiano, Vermezzo con Zelo, Morimondo und Rosate.

## Demografie
Gudo Visconti zählt 498 Privathaushalte. Zwischen 1991 und 2001 stieg die Einwohnerzahl von 955 auf 1309. Dies entspricht einem prozentualen Zuwachs von 37,1 %.

## Persönlichkeiten
- Giovanni Mantovani (* 1955), Radrennfahrer